# Sascha Gross
Sascha Gross (* 1. Juli 1968 in München) ist ein deutscher Bühnen- und Kostümbildner.
Seine Ausbildung führte ihn zunächst über die Photographie zum Theater. 1989 beginnt er eine Assistenz bei Jürgen Rose an den Münchner Kammerspielen. 1992 begleitete er diesen als Assistent an die Königliche Oper Stockholm und die New Yorker Met. 1993 schuf er erste eigene Arbeiten als Bühnen und Kostümbildner, unterstützt von Dieter Dorn an den Münchner Kammerspiele.
Seit 1996 hat er an der Fachhochschule München, an der Hochschule für Schauspielkunst „Ernst Busch“ Berlin und an der Hochschule für bildende Künste Hamburg Lehraufträge angenommen.
An der Folkwang Universität der Künste unterrichtete er vom WS 2010 bis WS 2018.
1996 wurde ihm der Förderpreis für junge Künstler, Sonderpreis Bühnenbild des Bayerischen Staatsministeriums verliehen.
Die wichtigsten Regiebegegnungen führten ihn mit Dieter Dorn, Peter Wittenberg, Armin Petras, Roland Schimmelpfennig, Lisa Nielebock und Robert Schuster zusammen.
Gross war mit Arbeiten an den Münchner Kammerspielen, dem Schauspielhaus Zürich, dem Maxim Gorki Theater Berlin, der Schaubühne am Lehniner Platz, dem Düsseldorfer Schauspielhaus, dem Schauspiel Frankfurt, dem Deutschen Theater Berlin, dem Bayerischen Staatsschauspiel, dem Theater Bremen, dem Maxim Gorki Theater, dem Schauspiel Leipzig, dem Schauspiel Bochum, dem Nationaltheater Weimar und Mannheim, dem Musiktheater im Revier, dem Konzert Theater Bern, dem Theater Freiburg, den Bühnen der Stadt Köln, dem Stadttheater Regensburg, dem Berliner Ensemble, dem kleinen Theater Landshut, den Ruhrfestspielen Recklinghausen, der Akademie der Künste Berlin.

## Inszenierungen
- Münchner Kammerspiele: Tschurangrati, Des Sängers Fluch, Dulce Est, Übergewicht, unwichtig: unform, Pelmeni, Familiengeschichten Belgrad
- Schauspiel Frankfurt: Don Karlos, Hanglage Meerblick, DNA, Fegefeuer in Ingolstadt
- Theater Nordhausen: Dantons Tod
- Maxim Gorki Theater: Dämonen, Die Altruisten
- Schaubühne am Lehniner Platz: Das Lied vom Sag-sager
- Bayerisches Staatsschauspiel: Tag der Gnade
- Düsseldorfer Schauspielhaus: Der jüngste Tag, Geschichten aus dem Wienerwald, Die Dreigroschenoper, Vorher/Nachher
- Deutsches Theater Berlin: Antigone, Leibesübungen einer Sünderin, Kälte, Tartuffe, Neue Leben
- Schauspiel Leipzig: Medea
- Theater Bremen: Drei mal Leben, Bakchen, Woyzeck, Ein Volksfeind
- Schauspielhaus Bochum: Kasimir und Karoline, Der elfte Gesang, Amphitryon, Das Fleischwerk
- Nationaltheater Weimar: Der Prinz von Homburg, Winterreise, Mephisto
- Nationaltheater Mannheim: Iphigenie auf Taurus, Die Verschwörung des Fiesco zu Genua, Die arabische Nacht
- Musiktheater im Revier: Don Carlo
- KonzertTheaterBern: Torquato Tasso, König Lear
- Theater Freiburg: Dantons Tod
- Bühnen der Stadt Köln: God save America
- kleines Theater Landshut: Torquato Tasso, Bilder meiner großen Liebe
- Stadttheater Regensburg: Tartuffe, Glaube Liebe Hoffnung
- Berliner Ensemble: Vögel, Journals of Exile
- Ruhrfestspiele Recklinghausen: Dibbuk (zwischen) zwei Welten
- Akademie der Künste: Underground Birds, Journals of Exile

## Auszeichnungen
- Förderpreis für junge Künstler (Sonderpreis Bühnenbild) des Bayerischen Staatsministeriums
- Mitglied der Kula Compagnie  kulacompagnie.eu